# 금보라
금보라(琴寶羅,본명: 손미자 한국 한자: 孫美子, 1961년 2월 21일 ~ )는 대한민국의 배우이다.
1961년 2월 21일 (음력 1월 7일) 충청남도 당진에서 가구 제조업을 하던 아버지 손철과 가정주부인 어머니 최선분의 슬하 3남 2녀 중 위로 오빠를 두고 둘째로 출생하였다. 
1980년 영화 《밤이면 내리는 비》에서 작은 역으로 출연한 적 있지만, 이듬해 1980년 영화 《물보라》에서 주인공을 맡으며 정식 데뷔한다. 이 영화의 인연으로 본명 손미자에서 활동명 금보라로 바꾸었다고 하며, 윤정희와는 본명이 같다. 이후 중년이 넘어서는 TV 드라마에서 악역을 주로 연기하였다.

## 출연작

### 드라마
- 1981년 KBS1 특집극 《코리아 환타지》 ... 안익태의 첫사랑 역
- 1982년 KBS1 스포츠드라마 《맨발의 영광》 ... 남승룡의 애인 역
- 1982년 KBS1 일일연속극 《보통 사람들》 ... 별녀 역
- 1983년 KBS1 대하드라마 《개국》 ... 반야 역
- 1983년 KBS2 주간드라마 《안개》
- 1984년 KBS2 주간드라마 《미로》
- 1984년 KBS2 주간드라마 《신부교실》
- 1984년 KBS2 수목드라마 《불꽃놀이》 ... 경애 역
- 1985년 KBS1 일일연속극 《은빛여울》
- 1986년 KBS1 특집드라마 《멀고먼 사람들》 ... 한덕수 딸 역
- 1986년 KBS2 일일연속사극 《임이여 임일레라》 ... 윤영실 역
- 1987년 KBS1 TV소설 《진주탑》
- 1993년 KBS2 수목드라마 《왕십리》 ... 정희 역
- 1996년 SBS 일요아침시트콤 《LA아리랑》
- 1996년 KBS2 수목드라마 《컬러 - 갈색》
- 1997년 MBC 수목드라마 《내가 사는 이유》 ... 한 여사 역
- 1998년 KBS2 주말연속극 《야망의 전설》
- 1998년 SBS 일일드라마 《7인의 신부》
- 1999년 KBS2 대하드라마 《어사출두》
- 1999년 SBS 아침드라마 《그녀의 선택》
- 2000년 KBS1 대하드라마 《태조 왕건》 ... 왕후 박씨 역
- 2000년 KBS2 일일시트콤 《반쪽이네》 ... 김선희 역
- 2000년 SBS 드라마 스페셜 《여자만세》
- 2001년 MBC 주말드라마 《여우와 솜사탕》 ... 성구애 역
- 2002년 SBS 특집드라마 《두 남자 이야기》
- 2002년 MBC 아침드라마 《황금마차》 ... 황민자 역
- 2003년 MBC 월화드라마 《대장금》 ... 나주댁 역
- 2004년 MBC 수목드라마 《천생연분》 ... 석구 모 역
- 2004년 SBS 일일드라마 《소풍가는 여자》 ... 송이 모 역
- 2005년 SBS 드라마 스페셜 《건빵선생과 별사탕》 ... 배이다 역
- 2005년 SBS 드라마 스페셜 《루루공주》 ... 박 여사 역
- 2005년 MBC 주말드라마 《결혼합시다》 ... 은선 모 역
- 2005년 KBS2 아침드라마 《걱정하지마》 ... 홍연화 역
- 2006년 KBS2 월화드라마 《봄의 왈츠》 ... 현지숙 역
- 2006년 SBS 드라마 스페셜 《불량가족》 ... 엄지숙 역
- 2006년 MBC 주말드라마 《진짜 진짜 좋아해》 ... 이한숙 역
- 2007년 MBC 아침드라마 《내 곁에 있어》 ... 유일심 역
- 2007년 MBC 주말 특별기획 《케 세라 세라》 ... 지경숙 역
- 2008년 SBS 일일드라마 《아내의 유혹》 ... 백미인 역
- 2009년 MBC 주말 특별기획 《2009 외인구단》 ... 엄지 모 역
- 2009년 MBC 주말드라마 《인연만들기》 ... 신진희 역
- 2010년 SBS 월화드라마 《제중원》 ... 석란 모 역
- 2012년 SBS 아침연속극 《내 인생의 단비》 ... 오민아 역
- 2012년 MBC 주말 특별기획 《메이퀸》 ... 조달순 역
- 2013년 MBC 주말드라마 《금 나와라, 뚝딱!》 ... 민영애 역
- 2013년 tvN 일일시트콤 《고구마처럼 생긴 감자별 2013QR3》 ... 왕유정 역
- 2013년 MBC 아침드라마 《내 손을 잡아》 ... 강양순 역
- 2014년 MBC 주말드라마 《왔다! 장보리》 ... 이화연 역
- 2015년 SBS 주말특별기획 《내마음 반짝반짝》 ... 황미자 역
- 2015년 KBS2 금토드라마 《프로듀사》
- 2015년 MBC 아침드라마 《이브의 사랑》 ... 모화경 역
- 2016년 MBC 주말드라마 《불어라 미풍아》 ... 황금실 역
- 2017년 MBC 아침드라마 《훈장 오순남》 ... 모화란 역
- 2017년 MBC 일일연속극 《전생에 웬수들》 ... 오사라 역
- 2018년 SBS 주말특별기획 《착한마녀전》 ... 변옥정 역
- 2019년 MBC 일일연속극 《용왕님 보우하사》 ... 방덕희 역
- 2021년 KBS1 일일드라마 《국가대표 와이프》 ... 나선덕 역
- 2022년 MBC 주말드라마 《지금부터, 쇼타임!》... 나공주 역

### 영화
- 1980년 《물보라》 ... 순녀 역
- 1981년 《하얀미소》
- 1981년 《난장이가 쏘아올린 작은 공》 ... 영희 역
- 1981년 《도시로 간 처녀》 ... 승희 역
- 1982년 《종로 부르스》
- 1983년 《친구 애인》
- 1984년 《바보스러운 여자》
- 1985년 《장사의 꿈》 ... 애자 역
- 1986년 《금달래》 ... 금달래 역
- 1987년 《블루하트》
- 1989년 《늑대의 호기심이 비둘기를 훔쳤다》 ... 숙희 역
- 1993년 《밀월여행》
- 2002년 《품행제로》 ... 중필엄마 역
- 2004년 《나두야 간다》 ... 의사 역
- 2005년 《키다리 아저씨》 ... 미현 역
- 2005년 《작업의 정석》 ... 정 여사 역
- 2011년 《써니》

### 연극
- 1993년 《이괄과 흥안군》 ... 인렬왕후 청주 한씨 역(조연)

### CF
- 1983년 ~ 1990년 아모레퍼시픽 아모레 리바이탈
- 1987년 라미화장품 라피네 "에리제"
- 2004년 테크노마트
- 2004년 KT 3분 전화
- 2013년 KT 올레 All-IP 2배

### 라디오 프로그램
- 2015년 EBS FM 《EBS 책 읽는 라디오 낭독 시리즈》

## 수상
- 1980년 제19회 대종상 신인여우상

## 같이 보기
- 윤정희